# Lajinha
Lajinha là một đô thị thuộc bang Minas Gerais, Brasil. Đô thị này có diện tích 429,303 km², dân số năm 2007 là 17580 người, mật độ 49,4 người/km².